# Флуклоксацилин
Флуклоксацилин је бета-лактамски антибиотик релативно уског спектра дејства. То је пеницилин из групе изоксазол пенцилина који су стабилни у киселој средини и отпорни на дејство бета-лактамаза. Структурно, и по особинама, веома је сличан диклоксацилину, који се може примењивати уместо флуклоксацилина. Његова клиничка примена је данас веома ограничена, а делотворан је готово искључиво против Грам-позитивних бактерија.

## Механизам дејства
Као и сви бета-лактам антибиотици, флуклоксацилин омета синтезу ћелијског зида бактерија. Везује се за, и иреверзибилно инхибира транспептидазе које учествују у формирању стабилних унакрсних пептидних веза у пептидогликану ћелијског зида, што га чини непостојаним а његов смањен интегритет убрзо доводи до лизе ћелије.

## Особине
Флуклоксацилин је полусинтетски пеницилин који у бочној групи положаја 6 садржи изоксазолски хетероциклус. Волуминозност ове резидуе стерно омета приступ бета-лактамаза пеницилинском језгру, што условљава резистенцију на ове ензиме. Метил група положаја 5 (изоксазола) такође доприноси стерним сметњама, а подлеже и метаболичкој оксидацији до одговарајућег примарног алкохола, при чему је овај метаболит активан. Присуство изоксазола у молекули доприноси и њеној резонантној стабилизацији, тачније смањењу електронске густине у лактамском прстену. Ово чини флуклоксацилин стабилнијим у киселој средини од већине других пеницилина што дозвољава његову per os примену.
Примењен перорално, флуклоксацилин има биорасположивост од око 50%, што је приметно више него код оксацилина (око 30%). Веома добро се везује за протеине плазме и то у фракцији већој од 90% количине доспеле у системску циркулацију. Метаболити и део лека у непромењеном облику излучују се реналним путем.

## Примена
Терапијска примена флуклоксацилина је данас веома ограничена. Даје се као натријумова со, и то перорално и парентерално (чешће). Због великог удела лека који се везује за протеине плазме, флуклоксацилин није посебно ефикасан у лечењу сепсе или бактеријемија изазваних подложним сојевима. Мада значајно ефикаснији против сојева који луче бета-лактамазу, флуклоксацилин има слабије изражено дејство од бензилпеницилина против већине стафилокока и стрептокока, па се ретко примењује као једина терапије, већ чешће даје са другим пеницилинима (ко-флуапмицил). Примена флуклоксацилина индикована је код инфекција коже и поткожних ткива изазваних стафилококама (импетиго, целулитис, запаљење спољашњег ушног канала, фоликулитис, карбункули, фурункули), код остеомијелитиса, као допунска терапија код пнеумоније, а ређе и у профилакси пред хируршке интервенције. Ефикасан је искључиво против Грам-позитивних бактерија.
Мада неосетљив на бета-лактамазе, изоловани су сојеви бактерије Staphylococcus aureus који су отпорни на метицилин. Већина метицилин-резистентних сојева показује и резистенцију на флуклоксацилин и друге изоксазол пеницилине. Због тога је употреба флуклоксацилина код таквих инфекција све мање оправдана, па се и његов клинички значај полако смањује. Лекови избора код инфекција изазваних метицилин-резистентним бактеријама су данас превасходно ванкомицин, па затим и рифампин, често у комбинацији са триметопримом.

## Нежељена дејства и контраиндикације
Употреба флуклоксацилина контраиндикована је код пацијената са преосетљивошћу на пеницилине, као и код појединаца код којих је раније забележена појава холестатичне жутице након терапије флуклоксацилином. Наиме, иако је мање нефротоксичан од диклоксацилина, флуклоксацин може деловати хепатотоксично. Забележена је појава холестатичне жутице као последице примене флуклоксацилина и неколико недеља након завршетка терапије, мада је учесталост ниска, са око једним случајем на 15.000 пацијената годишње. Учесталост је већа код старијих од 55 година, жена и код пацијената који су били на терапији дуже од две недеље.
Од других нежељених ефеката могу се јавити бол или инфламација на месту примене, дијареја, мучнина као и осипи. Потребна је посебна обазривост приликом примене флуклоксацилина код пацијената са поремећеном функцијом бубрега или јетре.